# Maslinovac (Dugi Otok)
Koordinati:   44°00′08″N, 15°05′23″E
Maslinovac je majhen nenaseljen otoček Jadranskem morju. Pripada Hrvaški.
Maslinovac, na katerem stoji svetilnik, leži med Ravo in Luškim Otokom, vzhodno od Dugega otoka. Površina otočka je 0,025 km². Dolžina obalnega pasu meri 0,57 km. Najvišji vrh je visok 24 mnm. Najbližje naselje je Luka na Dugem otoku.
Iz pomorske karte je razvidno, da svetilnik oddaja svetlobni signal: B Bl 3s. Nazivni domet svetilnika je 4 milje.